# هانس آر. كامينزيند
هانس آر. كامينزيند (بالإنجليزية: Hans R. Camenzind)‏  (و. 1934 – 2012 م) هو مهندس، وشخصية أعمال سويسري، ولد في زيورخ، توفي في لوس ألتوس، سانتا كلارا، كاليفورنيا، عن عمر يناهز 78 عاماً.

## التعليم
تعلم في جامعة نورث إيسترن، و جامعة سانتا كلارا. ولقد اخترع دارة المؤقت المتكاملة 555